# Совишена гора
Совишена гора  (місцеві мешканці також використовують скорочення «Совиха») — історична місцевість в місті Люботин Харківської області, між селищем Караван і лісовим масивом і яблуневими садами, що оточують з південного заходу селище Байрак. Район фактично обмежується вулицею Станіслава Шумицького (колишньою вулицею Ілліча) і Сосновим провулком.
У ХІХ столітті тут знаходилася садиба поміщиці Сови, яка й дала назву місцевості. Будівля садиби була збудована німецькими колоністами. Після революційних подій 1917 року в ній певний час була розташована початкова школа. Будинок кілька разів добудовувася і частково зберігся до сьогодні. Наразі перебуває у приватній власності.
Під горою — Совишанський ставок (один з чотирьох у гряді Караванських ставків. З 2009 року водойма перебуває у власності Товариства рибалок ставка «Совиха».